# Abricotier des Antilles
Pour les articles homonymes, voir Abricotier (homonymie).
Mammea americana · Abricotier-pays
Espèce
Classification APG III (2009)
L'abricotier des Antilles ou abricotier-pays (Mammea americana) est une espèce de plantes à fleurs de la famille des Calophyllaceae. C'est un arbre fruitier originaire des Grandes Antilles. 
Son fruit est appelé abricot-pays ou encore mamey.

## Description botanique

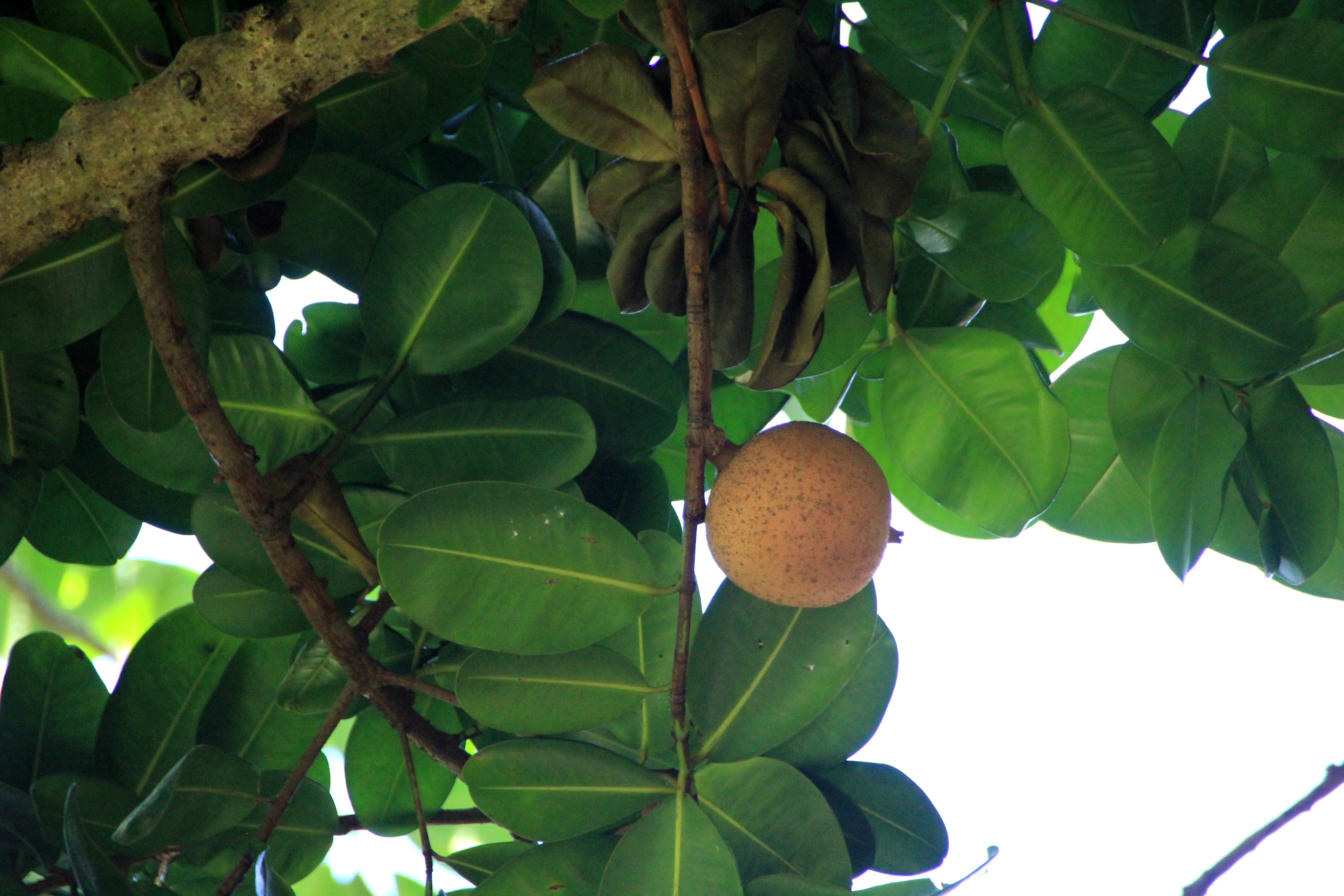

Mammea americana est une dicotylédone de la famille des Calophyllacées des régions tropicales d'Amérique. Certains individus ne portent que des fleurs mâles et sont donc improductifs, et d'autres des fleurs hermaphrodites, fonctionnellement femelles (androdioecie cryptique).

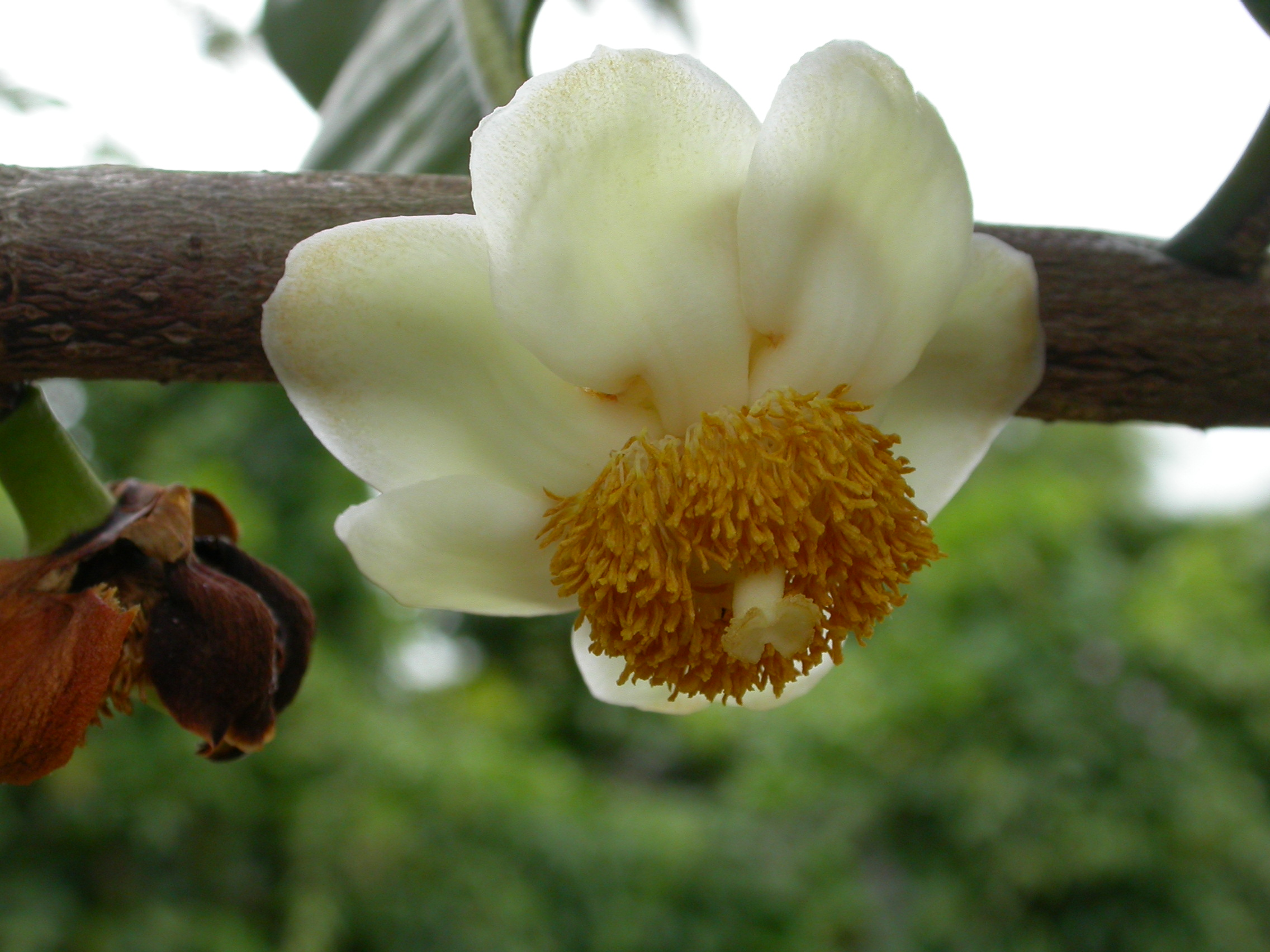
Fleur

C'est un arbre généralement de taille moyenne (10-15 m) qui peut atteindre 25 m, à feuilles coriaces. Sa cime forme une large couronne arrondie. Le tronc a une écorce brun-foncé.
Malgré son nom, qu'il tire d'une ressemblance entre la couleur de sa pulpe et celle des abricots, il n'a aucune parenté avec l'abricotier (Prunus armeniaca L) connu en Europe qui est un arbre de plus petite taille de la famille des Rosacées.

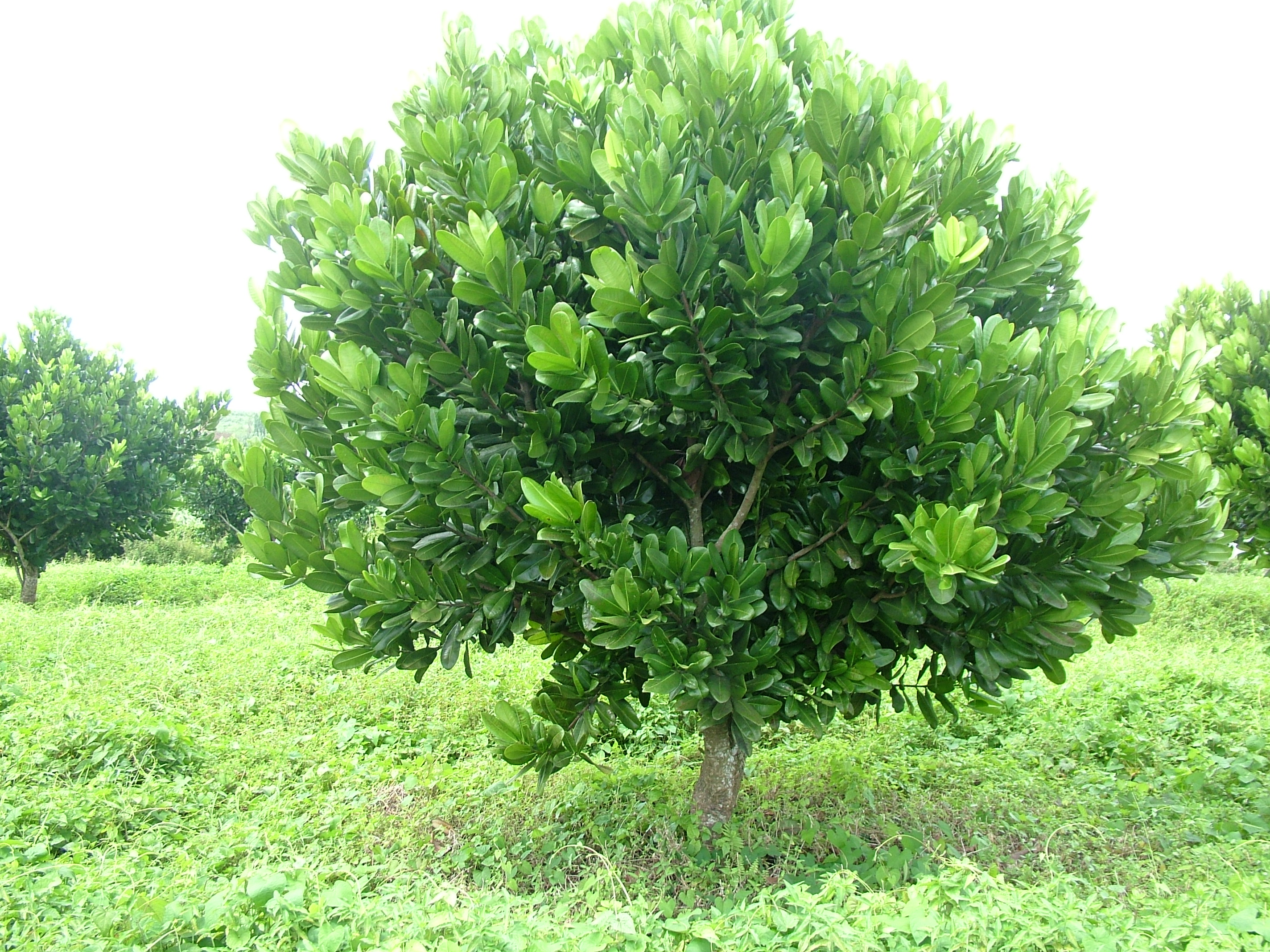
Jeune arbre greffé, planté en verger.

## Origine et distribution
Originaire de la Caraïbe et plus particulièrement des îles de Cuba, Hispaniola et la Jamaïque, on le trouve maintenant dans l'ensemble de l'Amérique tropicale et dans les collections tropicales du monde entier.

## Habitat et écologie
C'est un arbre des forêts tropicales humides à très humides (pluviosité annuelle de 1500 à 3000 mm) qui aime la lumière et que l'on retrouve dans les plaines et clairières. Cet arbre qui peut être centenaire est souvent utilisé comme brise-vent et comme arbre d'alignement, malgré sa croissance lente.

## Multiplication
La multiplication se fait traditionnellement par graines, qui germent après 6 à 8 semaines. Cette technique de multiplication par semis induit une grande variabilité génétique au sein des populations, en particulier au niveau des qualités organoleptiques du fruit. La floraison intervient alors au bout de 6 à 12 ans. Le greffage est aisément réalisé sur des semis de 8 à 10 mois avec du matériel végétal issu de plants productifs, sélectionnés pour la qualité de leurs fruits. Il permet d'accélérer la mise à fruits qui est réduite à 3 ou 4 ans, et de constituer des vergers homogènes .

## Fruit et utilisation
L'abricot-pays est une baie comestible climactérique à la pulpe orangé-vif, acidulée et aromatique rappelant celle de l'abricot commun. Le fruit peut atteindre 25 cm de diamètre et peser jusqu'à 4 kg. Sa peau gris-brun généralement rugueuse est relativement épaisse. La chair est notamment utilisée dans la confection de salades de fruits, de boissons rafraîchissantes, de glaces, ou de confitures. Le fruit contient de 1 à 4 graines qui, râpées et trempées dans de l'alcool ou de l'huile de coco, sont utilisées en traitement contre les poux, les chiques et tiques. Ce fruit, riche en carotène, possède une haute teneur magnésium, potassium, en vitamines B6, B9 et A (bêta-carotène) (150 u.i. en moyenne), mais est peu calorique (50 calories pour 100 g de pulpe),,.
L’écorce sécrète une résine utilisée autrefois pour extraire les épines plantaires. Une décoction de la pelure sèche du fruit combat l’indigestion.  L’abricot-pays est aussi considéré comme vermifuge. La pulpe du fruit appliquée sur les plaies accélère leur cicatrisation. Les fleurs distillées produisent une huile essentielle utilisée en parfumerie. 

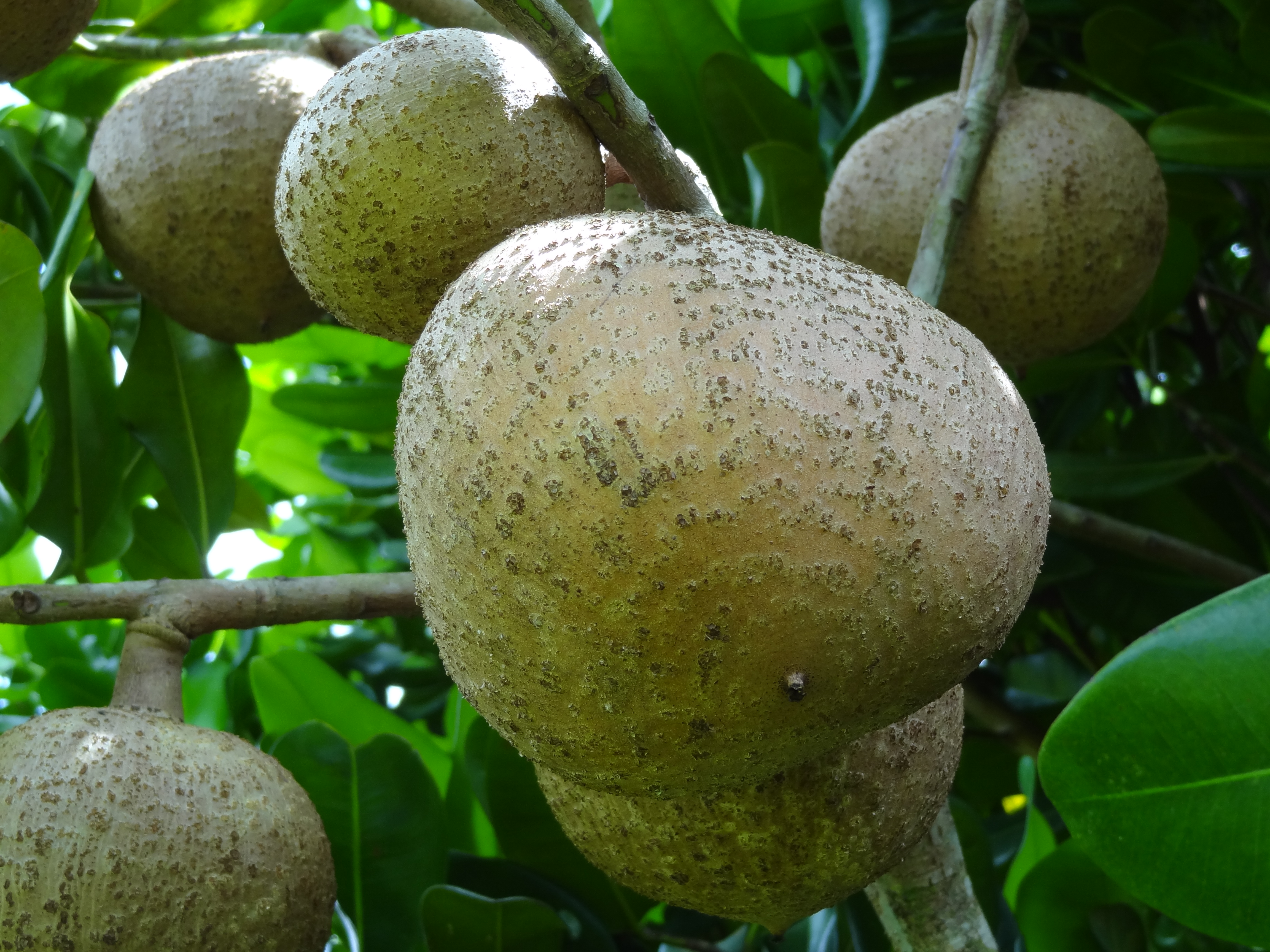
Fruit sur l'arbre.

## Le bois
Le bois de l'abricotier-pays est dur, lourd, très résistant au fendage, mais donne de médiocres résultats au ponçage. Il possède d'excellentes qualités mécaniques et peut être utilisé comme bois de charpente, ou comme pieu de clôture, malgré sa sensibilité aux attaques de termites.

## Noms vernaculaires
- En allemand : Mammeiapfelbaum,
- en anglais : mammee apple tree,
- en créole : pyé zabriko péyi,
- en espagnol : mamey de Santo Domingo,
- en français : arbre aux mamelles.